# Château de Plassac
Le château de Plassac est situé sur les communes de Plassac et de Saint-Genis-de-Saintonge en Charente-Maritime.

## Historique
Il est sûr qu'un premier château fort existait en 1340, date d'un procès pour sa possession entre Guillaume de Flotte et Pons de Mortagne.
Confisqué par la couronne il est donné à Renaud IV, sire de Pons, et reste dans cette famille jusqu'à sa vente à Jean-Louis Nogaret de La Valette, duc d'Épernon. Le château  aurait été reconstruit vers 1555. En 1633, à la suite de son altercation avec l’archevêque de Bordeaux et son excommunication, Jean-Louis Nogaret s'exile à Plassac, érigé depuis peu de baronnie en comté.

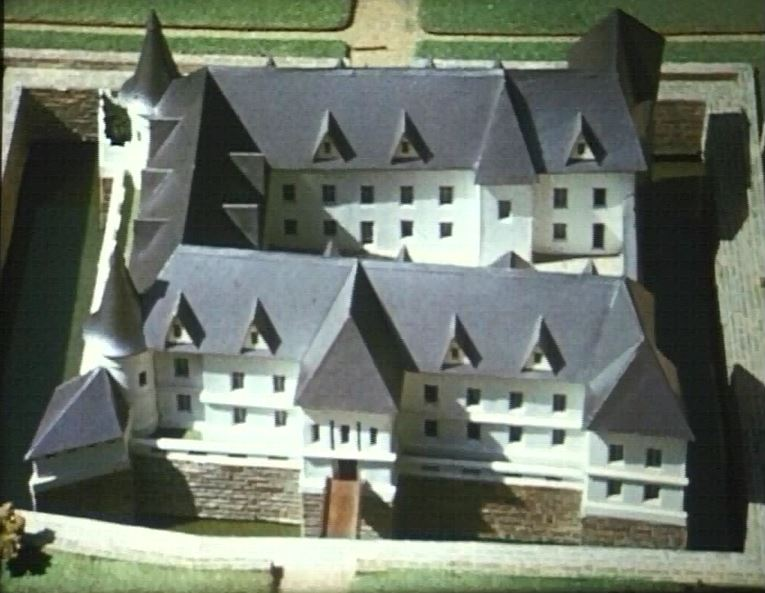
Maquette du château du Duc d’Epernon

Après 1633 le château est agrandi par le duc d'Épernon puis vendu par son fils, vidé de ses meubles et laissé à l'abandon lors de contestations d'héritage jusqu'en 1755. Il revient à la marquise de Montazet, dont le fils, Charles, va entreprendre sa démolition à partir de 1769 pour ne conserver que les bases et les fossés et construire un château neuf. Le château est vendu le 8 ventôse an V mais la vente est cassée, et le château est racheté par sa femme.
Au milieu du XIXe siècle, la famille de Dampierre fait construire une aile de dépendances parallèle à celle des écuries, niveler l'esplanade et détruire les restes de l'ancienne basse-cour médiévale.
En 1940, Rommel y installe son état-major. 
Le château bénéficie de multiples protections aux monuments historiques : une inscription le 6 novembre 2003, un classement pour la totalité du château le 9 juin 2008 et une inscription pour la cour des communs ce même 9 juin 2008.

## Architecture
Le château médiéval était une construction irrégulière, aux murs à contreforts sur lesquels étaient adossés des dépendances ; il a été rasé vers 1769 sauf la porte du pèlerin qui était le châtelet d'entrée, construction  rectangulaire à pilastres flamboyants sur culots figuratifs.
Ont aussi été conservés les fossés avec escarpe et contrescarpe.
L'avant-cour, bordée de dépendances à toit d'ardoise, est séparée de la cour par une balustrade. Les deux ailes et les quatre pavillons construits par le duc d'Épernon ont aussi été nivelés.
Le château du XVIIIe siècle comporte un haut pavillon à combles brisés encadré de deux ailes terminées chacune par une avancée à fronton triangulaire. Les toitures, très hautes, couvertes d'ardoises sont percées de lucarnes de petites dimensions à fronton arrondi.
La cour est encadrée par les écuries du XVIIIe siècle et les communs du XIXe siècle.

## Parc et jardins

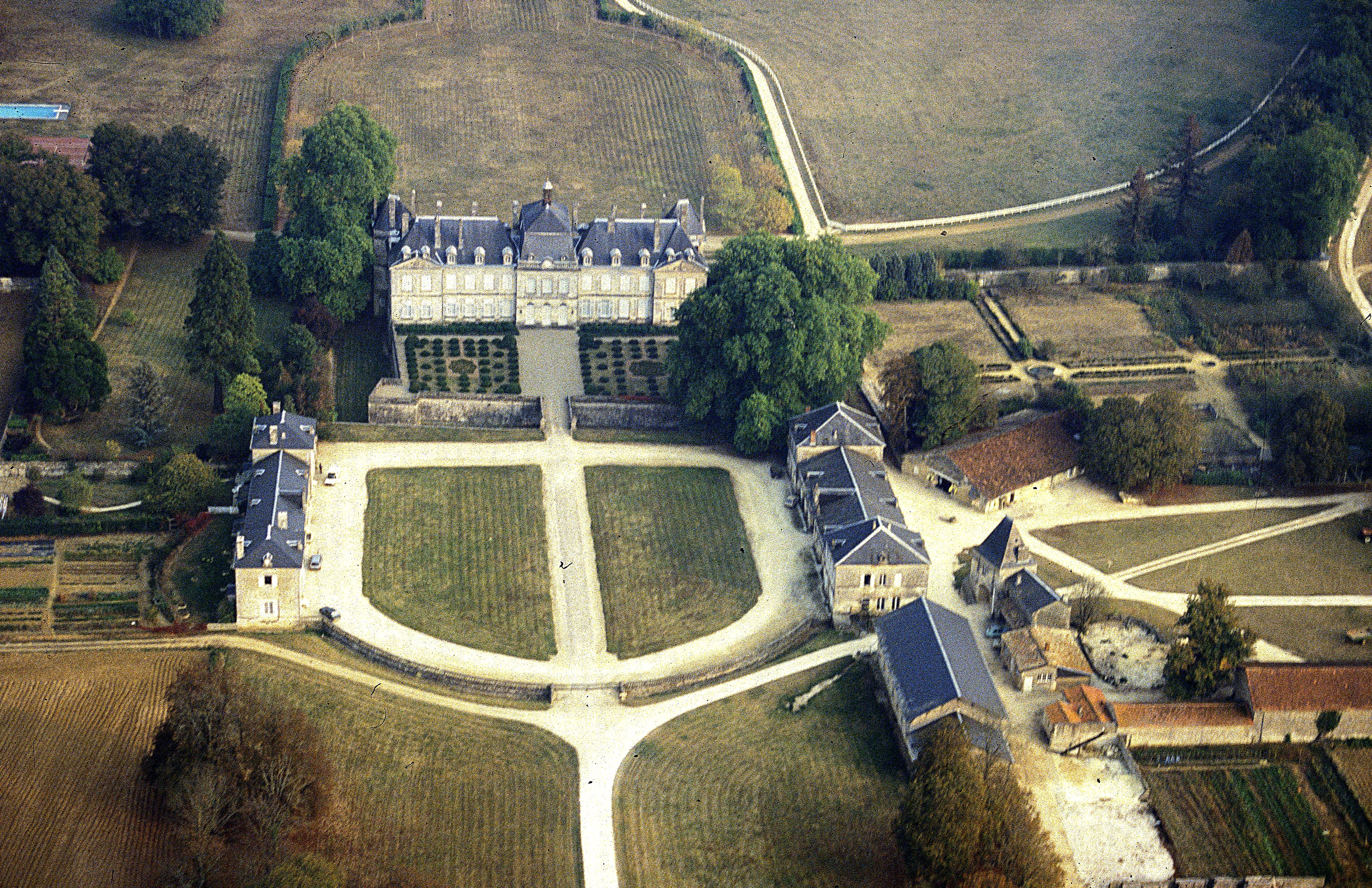

Le parc est enclos de murs flanqués par quatre tours rondes et percés de trois grandes portes.  L'allée d'accès, le potager, son mur d'enceinte, et le parc et ses allées, ses plantations et son vivier sont inscrits monument historique, les murs, les tours, les fabriques sont classés. Le tout est inscrit au pré-inventaire des jardins remarquables

## Lieu de tournage
En 2020, une équipe de l'émission Secrets d'Histoire a tourné plusieurs séquences au château dans le cadre d'un numéro consacré à Marie-Caroline de Bourbon-Siciles. L'émission, intitulée La Duchesse de Berry, une rebelle chez les Bourbons !, fut diffusé sur France 3 le 28 septembre de la même année.

Lors du tournage au château, le présentateur Stéphane Bern déclare : 

« Elle est passée ici, au Château de Plassac, lorsqu'elle voulait soulever la Vendée pour défendre les droits et l’héritage de son fils Henri. [..] On essaye toujours de situer les Secrets d’Histoire dans des lieux qui sont plutôt méconnus du grand public. Je trouvais intéressant qu’on se déplace un peu partout en France et qu’on aille notamment à la citadelle de Blaye, ici à Plassac et enfin au musée des arts décoratifs de Bordeaux où il y a beaucoup de souvenirs de la duchesse de Berry. »